# Route 39 (Islande)
Pour les articles homonymes, voir Route 39.
La Route 39 (Þjóðvegur 39) ou Þrengslavegur est une route islandaise reliant la Route 1 à la Route 38 au sud de l'île.

## Trajet
- Route 1
- Route 38 et Route 42